# 安德烈亚斯·青格勒
安德烈亚斯·青格勒（德語：Andreas Zingerle，1961年11月25日—），意大利男子冬季两项运动员。他曾代表意大利参加1984年、1988年、1992年和1994年冬季奥林匹克运动会冬季两项比赛，获得一枚铜牌。